# Cerdigo
Cerdigo es una localidad española del municipio de Castro-Urdiales, perteneciente a la comunidad autónoma de Cantabria.

## Geografía
La localidad está ubicada junto a la autovía A-8 y a orillas del mar Cantábrico. Otras poblaciones cercanas son Allendelagua e Islares. Se encuentra a 5,5 kilómetros de la capital municipal, Castro-Urdiales, y 65 m s. n. m.

## Historia
Hacia mediados del siglo XIX, el lugar ya pertenecía a Castro-Urdiales. Aparece descrito en el sexto volumen del Diccionario geográfico-estadístico-histórico de España y sus posesiones de Ultramar de Pascual Madoz con las siguientes palabras:

CERDIGO: l. en la prov. y dióc. de Santander, part. jud. y ayunt. de Castro-Urdiales, aud. terr. y c. g. de Burgos: sit. al pie del monte Cerredo. Desde tiempo inmemorial es considerado por calle y vecindad de Castro, de cuya igl. parr. es aneja la que tiene dedicada á San Juan Evangelista, y servida por dos curas beneficiados de aquel cabildo. prod.: maiz, alubias, patatas, castañas y chacolí en abundancia; cria ganado vacuno y lanar. Sus cosechas no bastan para el consumo, y se proveen de lo que falta de la cap. del part., de Valmaseda y de Guviezo. pobl., riqueza y contr. con el ayunt.
(Madoz, 1847, p. 325)

En 2023, la entidad singular tenía empadronados 292 habitantes y el núcleo de población, también 292.

## Patrimonio
Hay en la localidad una iglesia de San Juan Evangelista.